# Hackpfüffler See
Koordinaten: 51° 25′ 3″ N, 11° 12′ 59″ O
Das Hackpfüffler See ist ein Naturschutzgebiet in den Gemeinden Brücken-Hackpfüffel und Wallhausen im Landkreis Mansfeld-Südharz in Sachsen-Anhalt.
Das Naturschutzgebiet mit dem Kennzeichen NSG 0271 ist rund 90 Hektar groß. Es ist teilweise Bestandteil des FFH-Gebietes „Gewässersystem der Helmeniederung“. Das Gebiet steht seit 2001 unter Schutz (Datum der Verordnung: 27. Dezember 2001). Zuständige untere Naturschutzbehörde ist der Landkreis Mansfeld-Südharz.
Das Naturschutzgebiet liegt südwestlich von Sangerhausen zwischen Hackpfüffel, einem Ortsteil der Gemeinde Brücken-Hackpfüffel und Riethnordhausen, einem Ortsteil der Gemeinde Wallhausen am Nordostrand des Kyffhäusers an der Grenze von Sachsen-Anhalt zu Thüringen. Es stellt ein altes Nebental der Helme mit verschiedenen natürlich und durch Bewirtschaftung entstandene Biotopformen unter Schutz, das über einen Graben zur Kleinen Helme entwässert wird. So sind im Naturschutzgebiet durch Erdfallereignisse entstandene Stillgewässer, feuchte Hochstaudenfluren, Waldsäume, Binnensalzwiesen und als Mähwiesen genutzte Grünlandflächen zu finden.
Die Bereiche entlang des Grabens sind vielfach vernässt und werden von Röhrichtbeständen aus Schilfrohr eingenommen. Auch die Uferzonen der Stillgewässer werden von Röhricht gesäumt.
Im Süden und nördlich der Landesstraße 220, die das Naturschutzgebiet durchquert, ist extensiv bewirtschaftetes Grünland vorherrschend. Die Grünlandflächen werden teilweise von Gehölzreihen und Hecken gegliedert. Insbesondere die Gehölzreihen im Süden des Schutzgebietes werden von Pappeln und Kopfweiden gebildet, in deren Bereich Orchideen vorkommen, darunter Kleinblättriger und Breitblättriger Sitter, Bleiches Waldvöglein und Großes Zweiblatt. Neben den genannten sind auch Altholzbestände mit Eichen, Eschen, Weide, Bergahorn und Pappeln sowie kleinflächige Gebüsche mit Pflaumen, Birnen, Schwarzem Holunder, Weißdorn und Schlehdorn zu finden.
Im Norden des Naturschutzgebietes sind Binnensalzstellen mit wertvollen Salzpflanzen wie Kleinblütige Schwarzwurzel, Strandmilchkraut und Stranddreizack zu finden.
Die Schilfbestände im Naturschutzgebiet dienen verschiedenen Vogelarten als Lebensraum, darunter Teich- und Sumpfrohrsänger, Rohrammer und Rohrweihe, die hier auch brüten. Die Gehölzbereiche sind u. a. für Kuckuck, Pirol, Fitis, Zilpzalp, Beutelmeise und verschiedene Grasmückenarten Lebensraum. Daneben wird das Naturschutzgebiet u. a. auch von Schwalben, Mauersegler, Weißstorch und Reiherente für die Nahrungssuche genutzt. Das Naturschutzgebiet bietet auch verschiedenen Libellenarten einen geeigneten Lebensraum. So wurde hier z. B. die Große Königslibelle nachgewiesen.